# 冬の大三角

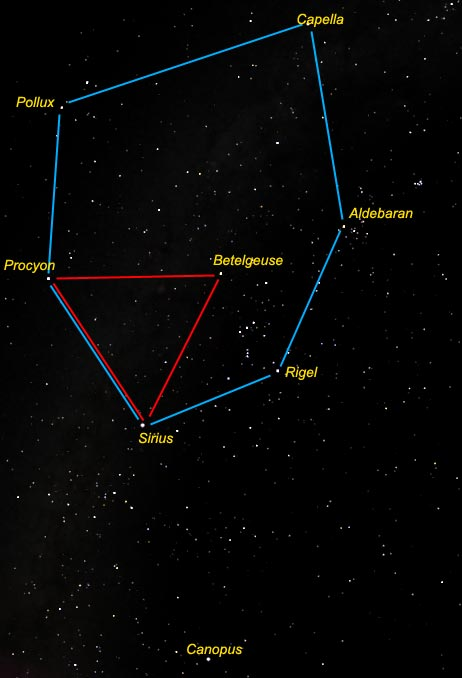
赤線:冬の大三角
青線:冬のダイヤモンド

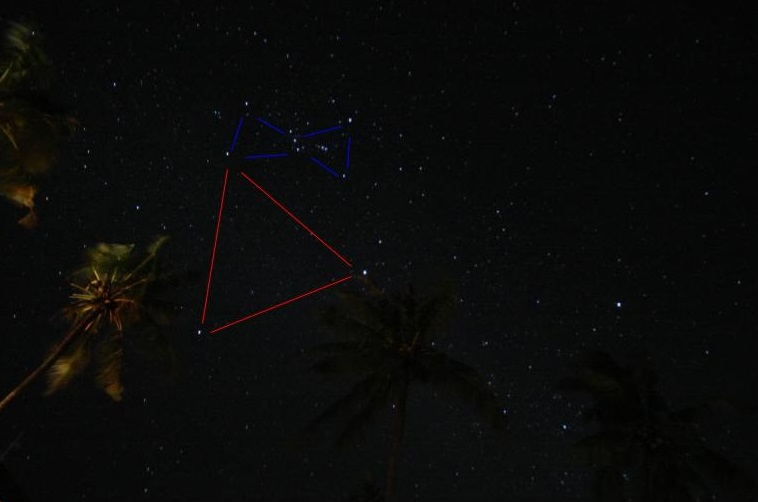
熱帯で見た冬の星座

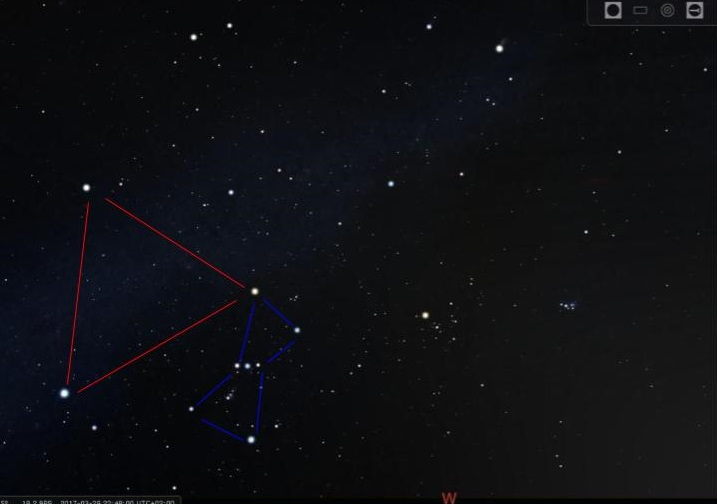
フリップブック（画像158枚）：2017年の火星、太陽、水星、金星の通過

冬の大三角（ふゆのだいさんかく、英語: Winter Triangle）あるいは冬の大三角形とは、（北半球における）冬季に南東の空を見上げることで確認ができる恒星のうち、
- おおいぬ座α星シリウス
- こいぬ座α星プロキオン
- オリオン座α星ベテルギウス

の3つの1等星で構成される三角形のアステリズムである。形は正三角形に近く、三角形の中を淡い天の川が縦断している。これら3つの星は、地球から見た太陽系外の最も明るい恒星10個の中に入っており、都会の夜空でもよく目立つ。特にベテルギウスはオリオン座の肩の位置にあり簡単に発見できるので、冬の大三角を見つけるのに役立つ。
冬の大三角は、北半球における冬の大半の期間、北半球の中緯度において上空の高い所に位置しているが、早秋に東の空に見ることもできる。春には、夕方の早い時間に西の空の地平線近くに見える。南半球からは、夏に上下が逆の状態で見える。
冬の大三角の中にはいっかくじゅう座が含まれるが、最も明るい星でも4等星と、暗い星座である。冬の大三角を構成する3つの星のうち、シリウスは（太陽を除いて）天球上で最も明るい恒星であり、残りの2つも1等星である。冬の空における他の明るい星も冬の大三角の近くに集まっており、そのうちの6つで「冬のダイヤモンド」が構成されている。

## 冬のダイヤモンド
- おおいぬ座α星シリウス
- こいぬ座α星プロキオン
- ふたご座β星ポルックス
- ぎょしゃ座α星カペラ
- おうし座α星アルデバラン
- オリオン座β星リゲル

の6つの1等星を順に結ぶと大きなダイヤモンドの形となる。これを、冬のダイヤモンドまたは冬の大六角形と言う。ベテルギウスはこの図形の内側に入っている。なお、ふたご座のα星カストル (2等星) を含む場合もある。
冬の大三角とシリウスとプロキオンを共有しており、ベテルギウスは冬のダイヤモンドのほぼ中央部にある。
主として北半球の天球上にある。地球上のほとんどの場所（ニュージーランドの南島、チリの南部、アルゼンチンの南部、およびこれらより南を除く）で、12月から3月にかけて見ることができる。北半球では冬季であるため「冬の」と呼ばれる。熱帯地方と南半球ではsummer hexagonと呼ばれる。summer hexagonは、カストルを含む上記の7つの恒星とする場合や、上記6つの恒星にカノープスを加える場合がある。